# Milton Núñez
Milton Núñez (Sambo Creek, 30 ottobre 1972) è un ex calciatore honduregno, di ruolo attaccante.

## Carriera

### Club
Nel gennaio 1999 il PAOK di Salonicco lo preleva in cambio di € 3 milioni: il trasferimento è un fallimento ma nel luglio seguente il Sunderland ne acquisisce le prestazioni in cambio di £ 1,6 milioni: Núñez gioca solo contro il Wimbledon in campionato e il Luton Town in Coppa di lega. In seguito si è scoperto che il tecnico del Sunderland Peter Reid voleva ingaggiare il compagno di reparto di Núñez, il colombiano Adolfo Valencia e non Núñez. Tornato in patria, divise la sua carriera tra Uruguay, Messico e Guatemala.
Nel 2009 il Daily Mail lo ha inserito alla ventiquattresima posizione tra i 50 peggiori attaccanti che abbiano mai giocato in Premier League.